# 原田裕和
原田 裕和（はらだ ひろかず、1969年4月26日 - ）は、NHKのチーフアナウンサー。

## 人物
岡山県岡山市出身。私立岡山高校を経て、早稲田大学を卒業後、1993年に入局。

## 嗜好・挿話
- 西日本での任地が多く、出身地の中国地方では、島根を除く4県に赴任している。
- 不定期ではディレクターとして出演する場面もある[3]。

## 現在の出演番組
- ラジオ正午ニュース（祝日を除く月曜日 - 金曜日・キャスター：2025年3月31日 - ）
- 安心ラジオ（祝日を除く月曜日 - 金曜日・キャスター：2025年3月31日 - ）
- Nらじ（祝日を除く月曜日 - 金曜日・19時台キャスター：2025年3月31日 - ）

## 過去の出演番組・業務
山口放送局時代
- 山口県のニュース・中継・リポート

大分放送局時代
- 大分県のニュース・中継・リポート

広島放送局時代
- 広島県・中国地方のニュース・中継

佐賀放送局時代
- NEWSファイル佐賀
- 佐賀県のニュース・中継・リポート

東京アナウンス室時代
- NHK BSニュース（2010年4月 - 2012年3月）
- サイエンスZERO（ - 2012年3月、ナレーション）
- 仕事学のすすめ（2011年、ナレーション）
- 100分de名著　紫式部「源氏物語」（2012年4月、ナレーション）
- 2010年参議院議員選挙開票速報（2010年7月11日、BS1）
- 新日本風土記（ナレーション）
- もういちど、日本（ナレーション）
- うまいッ!

岡山放送局時代（1度目）
- 岡山県のニュース
- もぎたて!（不定期・南波雅俊、塩田慎二のキャスター代行）
- 岡山ニュース845（不定期）
- おはよう岡山（不定期）

奈良放送局時代
- ならナビ（編集責任・原大策のキャスター代行）
- なら845（不定期）
- ぐるっと関西おひるまえ奈良（編集責任）
- 奈良県の中継・リポート
- アナウンス統括

鳥取放送局時代
- 広島県・中国地方のニュース（2018年7月の平成30年7月豪雨発生時や、2021年4月24日などに広島局に応援要員として派遣された）
- いろ★ドリ（鳥山圭輔のキャスター代行・2020年4月20日 - 4月24日）
- 鳥取県のニュース、中継、リポート

岡山放送局時代（2度目）
- もぎたて!（キャスター・2024年3月25日 - 2025年3月14日）（佐々生佳典と隔週で担当）
  - 勝呂恭佑のキャスター代行（2023年7月18日 - 7月20日、2024年1月9日 - 1月10日）
- もぎたて!845（不定期）
- NHKきょうのニュース（越塚優のキャスター代行・2023年8月11日 - 8月13日、正午、13時、15 - 18時の定時ニュースも担当。/滑川和男のキャスター代行・2024年8月19日 - 23日、正午、Nらじ18時台のニュースコーナーも担当。）
- 令和6年能登半島地震の緊急報道対応による金沢放送局への応援派遣
  - 能登半島地震 ライフライン情報（2024年1月31日 - 2月1日：全国放送） - ニュースリーダー（ライフライン情報のみ）
  - 正午のニュース、かがのとイブニング（2024年2月2日） - 金沢市から中継リポート
  - 能登半島地震石川県のニュース・ライフライン情報（18時台、2024年2月3日） - 穴水町から中継リポート
- お好み845（2024年2月27日） - 広島放送局への応援
- おはよう岡山（不定期）
- 岡山県のニュース、気象情報、中継リポートなど